# Bunaeopsis macrophthalmus
Bunaeopsis macrophthalmus är en fjärilsart som beskrevs av Kirby 1881. Bunaeopsis macrophthalmus ingår i släktet Bunaeopsis och familjen påfågelsspinnare. Inga underarter finns listade i Catalogue of Life.